# Grad Cardiff
Grad Cardiff (valižansko Castell Caerdydd) je srednjeveški grad in neogotski viktorijanski dvorec v središču Cardiffa, Wales. Prvotni grad vrste  mota (grad na griču v obliki stolpa) z zaprtim dvoriščem je bil zgrajen v poznem 11. stoletju. Sezidali so ga Normani na kraju, kjer je bila prej rimska trdnjava iz 3. stoletja. Graditev je  naročil Viljem Osvajalec ali Robert Fitzhamon v središču srednjeveškega mesta Cardiff in ozemlju marke Glamorgan. V 12. stoletju ga je verjetno Robert Gloucester začel obnavljati v kamnu s školjkastim bivalno-obrambnim gradom (donžon) in obrambnim obzidjem. Nadaljnje delo je vodil Richard de Clare, 6. grof Gloucestrski v drugi polovici 13. stoletja. Grad je bil večkrat vpleten v spopade med Anglo-Normani in Valižani, ki so ga v 12. stoletju večkrat napadli in leta 1404 vdrli vanj med uporom Owaina Glyndŵra.
Potem je bil več stoletij v lasti družin de Clare in Dispenser. Leta 1423 je grad dobil Richard de Beauchamp, 13. grof iz Warwicka. Opravil je obsežno delo, zgradil glavno krilo na zahodni strani gradu, kjer prevladuje visok, osmerokotni stolp. Po vojnah rož je bil status gradu kot ozemlje marke preklican in njegov vojaški pomen je začel upadati. Družina Herbert je prevzela posest leta 1550, preoblikovala dele glavnega območja in opravila gradbena dela zunanje obrambe, nato zasedla cardiffsko Shire Hall in druge stavbe. Med angleško državljansko vojno so grad Cardiff najprej zasedle parlamentarne sile, a so ga 1645 spet prevzeli rojalisti. Ko so leta 1648 spet izbruhnili spopadi, je rojalistična vojska napadla Cardiff in zasedla grad, kar je sprožilo bitko pri svetem Fagansu, tik zunaj mesta. Grad Cardiff je ušel verjetnemu uničenju parlamentarcev po vojni in namesto tega postal zaščita pred morebitnim škotskim vpadom.
V sredini 18. stoletja je grad Cardiff prešel v roke markiza Butskega. John Stuart, prvi markiz, je Capabilityju Brownu in Henryju Hollandu naložil prenovo glavnega območja, ga spremenil v georgijanski dvorec in ga odprl pokrajini z rušenjem več starejših srednjeveških zgradb in zidov. V prvi polovici 19. stoletja je družina postala zelo bogata, kar je bila posledica rasti industrije premoga v Glamorganu. Tretji markiz, John Crichton-Stuart, je uporabljal to bogastvo za obsežen program prenove, ki ga je vodil William Burges. Grad je predelal v neogotskem slogu, potrošil denar in pozornost za glavno območje. Nastala notranjost velja za "najveličastnejšo neogotsko prenovo do tedaj".  Posest so ponovno uredili in po odkritju starih rimskih ostankov so bili obnovljeni zidovi in vhod v rimskem slogu, vključeni v zasnovo gradu. Obsežni urejeni parki so bili urejeni okoli zunanje strani gradu.
V začetku 20. stoletja je četrti markiz podedoval grad in gradbena dela so se nadaljevala v 1920-ih. 
Butske posesti in poslovni interesi okoli Cardiffa so bili prodani ali podržavljeni v naslednjem obdobju do druge svetovne vojne, le malo je ostalo razen gradu. Med vojno so bila zaradi obsežnih letalskih napadov znotraj grajskih zidov zgrajena zavetišča, ki so lahko sprejela do 1800 ljudi. Ko je markiz leta 1947 umrl, je bil grad predan mestu Cardiff.
Danes je grad velika turistična znamenitost. V njem sta vojaški muzej "Firing Line" in informacijski center. Grad je bil tudi prizorišče za različne dogodke, tudi glasbene predstave in festivale.